# Trossingen
Trossingen är en stad i Landkreis Tuttlingen i regionen Schwarzwald-Baar-Heuberg i Regierungsbezirk Freiburg i förbundslandet Baden-Württemberg i Tyskland.
Kommunen ingår i kommunalförbundet Trossingen tillsammans med kommunerna Durchhausen, Gunningen och Talheim.